# Moritz Poppelauer
Moritz Poppelauer (eigentlich Moses Poppelauer; geboren 24. Januar 1824 in Kalisch, Russisches Kaiserreich; gestorben 17. August 1888 in Karlsbad, Böhmen) war ein Berliner Buchhändler und Antiquar und auf hebräische Literatur und Judaica spezialisierter Verleger.

## Leben
Moritz Poppelauer studierte zunächst in Kalisch die Schriften der Bibel und des Talmud bei dem Oberrabbiner Salomon Eger, bevor er an der Universität Leipzig bis 1852 Philologie und orientalische Sprachen studierte. Zum Dr. phil. promoviert wurde er an der Universität Jena.

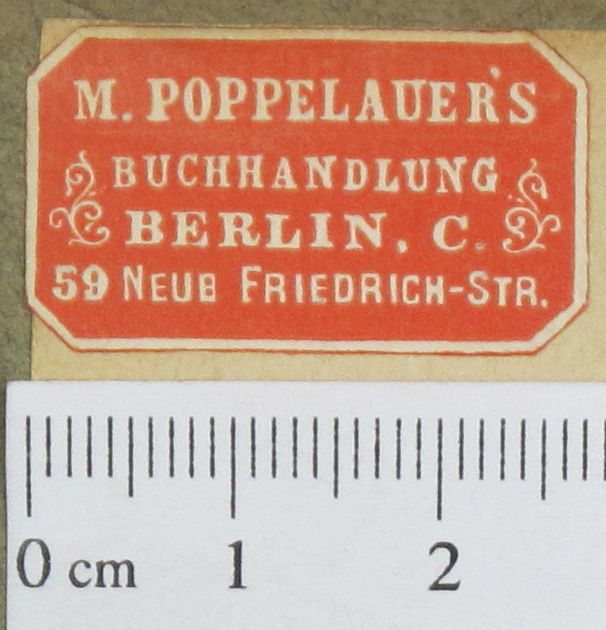
Etikett von „M. Poppelauer’s Buchhandlung“ unter der Adresse Neue Friedrichstraße 59 in Berlin; genutzt circa 1929–1933.

Nachdem Poppelauer zeitweilig als Privatlehrer in Frankfurt am Main tätig war gründete er 1860 in Berlin die Poppelauer’sche Verlagsbuchhandlung mit angeschlossenem Antiquariat M. Poppelauer, „[...] die als die zweitälteste hebräische Buchhandlung in Deutschland galt“.
Moritz Poppelauer verlegte neben synagogalen Kompositionen und Liedern von Louis Lewandowski vor allem zahlreiche pädagogische und religiöse Schriften.
In Zusammenarbeit mit Moritz Poppelauer gab der Rabbiner Simon Bernfeld aus seinem Nachlass eine Arbeit unter dem Titel Die jüdische Tradition. Reihenfolge der jüdischen Lehrer und Weisen vom Urbeginn der jüdischen Lehre bis 1650 der gewöhnlichen Zeitrechnung  heraus.
Nach Poppelauers Tod führten zunächst seine Witwe und seine Tochter die Verlagsbuchhandlung weiter, bis sein Schwiegersohn Jacob Saenger das Unternehmen im August 1894 übernahm. Dessen Ehefrau wurde zur Zeit des Nationalsozialismus 1942 im Konzentrationslager Theresienstadt ermordet, während zuvor ihr Sohn Erich (geboren 4. Mai 1907; gestorben 18. Oktober 1979) nach der sogenannten „Reichskristallnacht“ im Jahr 1938 gemeinsam mit seiner Ehefrau Lotte, geborene Mannheim, nach England emigrieren konnte.
Lotte Saenger wiederum vermachte die Sammlung M. Poppelauer Collection mit Dokumenten zur Familien- und Firmengeschichte aus dem Zeitraum von 1895 bis 1960 dem Leo Baeck Institut, Center for Jewish History mit Sitz in New York.

## Veröffentlichungen
- Dr. M. Poppelauer’s Berliner Volkskalender fuer Israeliten ...; mit literarischen Notizen und einem Gedenkblatt versehen. Verlag von M. Poppelauer, Berlin (erschienen 1870 bis 1928).